# Sonata para piano n.º 26 (Beethoven)

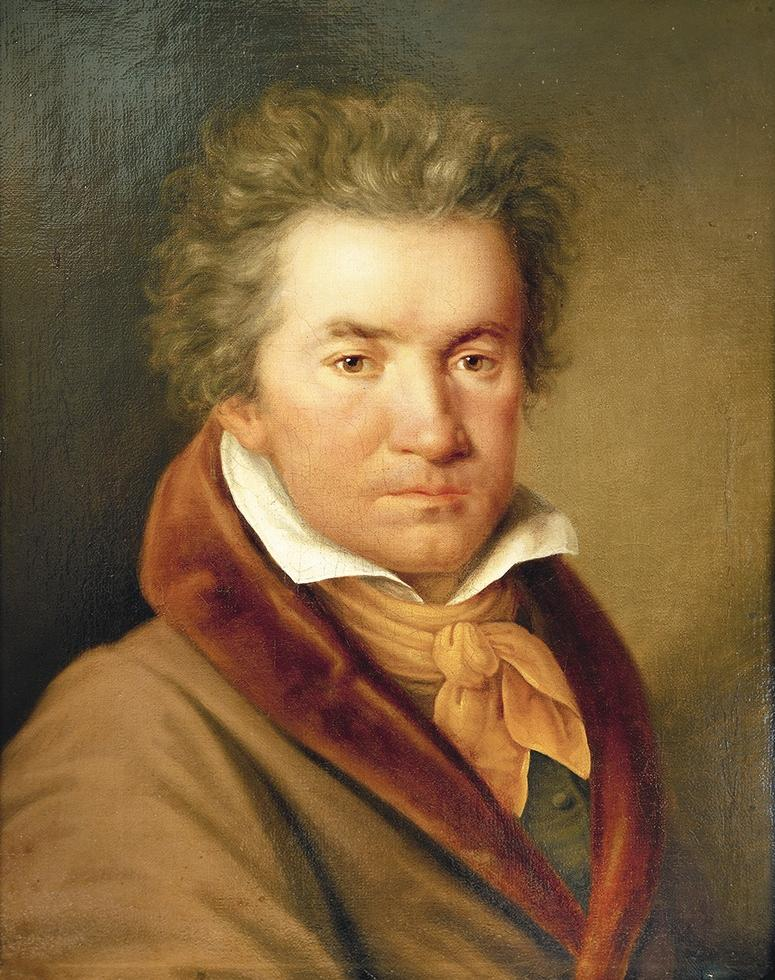
Beethoven en 1815.

La sonata para piano n.º 26 en mi bemol mayor, Op. 81a, conocida bajo el título programático de "Les adieux", fue compuesta por Ludwig van Beethoven entre 1809 y 1810. La partitura está dedicada al archiduque Rodolfo de Austria.

## Historia

### Composición

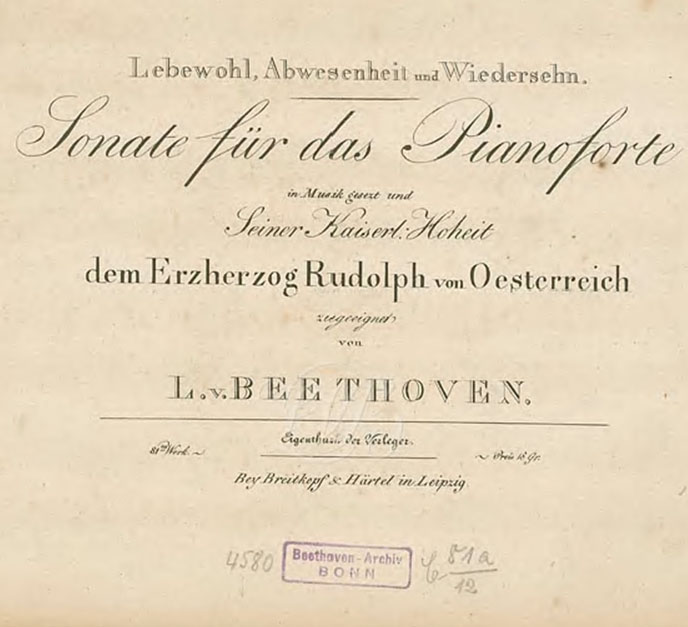
Portada de la primera edición.

La composición de la pieza se desarrolló entre 1809 y 1810, bajo la influencia de las guerras napoleónicas. El 1 de abril de 1809 el Imperio austríaco declaró la guerra a la Francia napoleónica. A finales de ese mes las tropas francesas cruzaron la frontera austriaca y marcharon sobre Viena. El 4 de mayo la familia imperial, incluido el archiduque Rodolfo,  huyó a Hungría. El 11 de mayo los franceses bombardearon Viena. Beethoven pasó la noche en el sótano de su hermano Carl con almohadas en la cabeza, lamentándose y quejándose porque el estruendo de los cañones le dañaba el oído, que ya tenía deteriorado. A la mañana siguiente las tropas francesas tomaron la capital austriaca. En octubre de 1809 los contendientes firmaron el Tratado de Schönbrunn. Pero el archiduque no regresó hasta el 30 de enero de 1810.
Beethoven compuso esta sonata para piano con motivo de la partida del archiduque. Se conserva la partitura autógrafa del primer movimiento, custodiada en la actualidad por la Gesellschaft der Musikfreunde (Sociedad de amigos de la música) de Viena. Es muy posible que Beethoven comenzara la composición del primer movimiento en abril y no el día de la partida. Los demás movimientos, "Abwesenheit" (Ausencia) y "Das Wiedersehen" (El reencuentro) son con seguridad posteriores a septiembre de 1809. Al parecer fueron finalizados el 4 de febrero de 1810, ya que en una carta en esa fecha le ofrece a la editorial varias piezas entre las que se incluye esta, mencionando los títulos de los tres movimientos en el margen.

### Publicación
La primera publicación de la obra fue llevada a cabo por la editorial Breitkopf & Härtel de Leipzig en julio de 1811. El compositor en la carta del 4 de febrero de 1810 había dado instrucciones precisas a la editorial sobre cómo quería que aparecieran los títulos. 
El primer movimiento debía titularse:

«Das Lebewohl / Wien am 4ten Mai 1809 / bei der Abreise S. Kaiserl. Hoheit des Verehrten Erzherzogs Rudolf.»
El adiós / Viena, 4 de mayo de 1809 / con motivo de la partida de Su Alteza Imperial, el venerado archiduque Rodolfo.

El segundo (inmediatamente seguido del Finale) debía llevar la fecha y el lugar del regreso:

«Die Ankunft S. Kaiserl. Hoheit des Verehrten Erzh. Rudolf den 30. Januar 1810»
La llegada de Su Alteza Imperial Alteza del Honorable Arch. Rodolfo el 30 de enero de 1810.

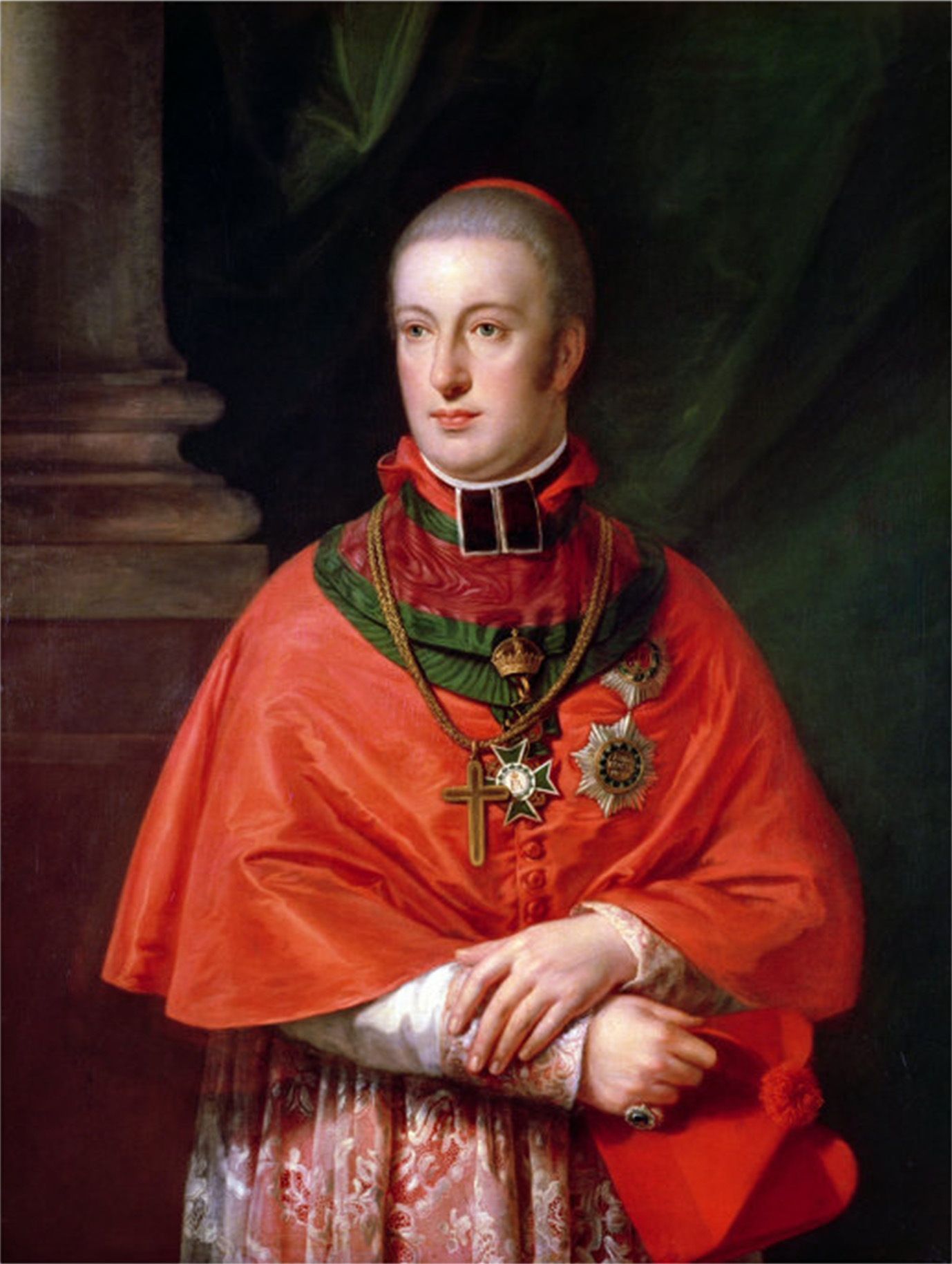
Archiduque Rodolfo, dedicatario de la pieza.

El compositor en otra carta describió el Op. 81a como "sonate caracteristique" (sonata característica), si bien la consideraba menos como música programática que una expresión de su estado de ánimo y sus sentimientos a través de la música. Siempre llamó a la sonata "Lebewohl, Abwesenheit und Wiedersehen" (Adiós, ausencia y reencuentro). A pesar de haber pedido a la editorial que en las ediciones aparecieran los títulos en alemán, haciendo hincapié en que no se publicaran solo en francés. Pero algunas ediciones llevaban los títulos solo en francés y otras solo en alemán. Esto le enfureció mucho y replicó de esta manera: «Acabo de recibir "El adiós", (...) y debo señalar que hay otras copias con un título en francés, ¿por qué? "El adiós" es bastante diferente de "Les adieux"; se dirige a una sola persona con el más cálido afecto, el otro a toda una multitud, a pueblos enteros...» La editorial hizo caso omiso a los deseos del compositor y en las siguientes ediciones de 1817 figuraban solo en francés.
La dedicatoria que figura en la partitura impresa es para el archiduque Rodolfo de Austria, que era el hermano pequeño del emperador Francisco I de Austria. Rodolfo era su amigo, su alumno y su mecenas más importante además de un consumado pianista. Nadie recibió más dedicatorias por parte del maestro alemán que Rodolfo, a quien le dedicó la Sonata Hammerklavier, los Conciertos para piano n.º 4 y n.º 5; el Trío Archiduque y la Missa Solemnis. La descripción musical de sus sentimientos durante la ausencia del archiduque fue sin duda la forma más bella e íntima de expresar su amistad.

## Estructura y análisis
La sonata consta de tres movimientos:
- I. Das Lebewohl (El adiós), en mi bemol mayor 2
4
- II. Abwesenheit (Ausencia) [-attacca-], en do menor 2
4
- III. Das Wiedersehen (El reencuentro), en mi bemol mayor 6
8

La interpretación de esta obra dura aproximadamente 18 minutos. Esta es la única sonata a la que Beethoven asignó títulos de tipo programático para cada movimiento. Parece tratarse de una pieza de música programática o semiprogramática, pero existe cierto desacuerdo sobre la autenticidad de ese programa o, al menos, sobre el grado en que Beethoven deseaba que se conociera públicamente.

### I.Das Lebewohl
El primer movimiento, titulado Das Lebewohl y marcado Adagio - Allegro, está escrito en la tonalidad de mi bemol mayor, en compás de 2/4 y sigue la forma sonata. Tanto la partitura autógrafa como la primera edición presentan las tres sílabas de la palabra "Le-be-wohl" asignadas a las primeras tres notas. Este motivo va a descansar en una armonía de do menor; esta cadencia rota sugiere que la partida es triste. Toda la introducción es un ensayo sobre coloración armónica y flexibilidad transmitiendo la tristeza y preocupación que conlleva decir adiós a un ser querido que se embarca en un viaje de desenlace incierto. La idea de concentrar el dolor de la despedida en un recipiente de mi bemol mayor es brillante. En una pausada introducción de 16 compases se presentan unos resignados cromatismos descendentes sobre un fondo tonal tan cálido y son retomados con venganza al inicio del Allegro, que constituye la exposición de concepción sinfónica. Tales cromatismos tiran de la fibra sensible mucho mejor y de forma más creíble de lo que podría hacerlo un melodramático canto fúnebre en modo menor.

### II.Abwesenheit
El segundo movimiento, titulado Abwesenheit y marcado Andante espressivo, está en do menor, en compás de 2/4 y adopta una forma sonata modificada. En este punto de la partitura Beethoven introduce por primera vez en sus sonatas las indicaciones de tempo en alemán ("In gehender Bewegung, doch mit viel Ausdruck" – En movimiento andante, pero con mucha expresión). La sonoridad de séptima disminuida que se percibe cerca del principio es ambigua y representa la falta de objetivos que a menudo se experimenta durante la ausencia. El tema inicial se caracteriza por un motivo en ritmo con puntillo y el acompañamiento de corcheas que actúa como el tic-tac de un reloj. En el carácter lúgubre y disonante del tono menor surgen puntualmente algunas grietas que dejan ver un rayo de luz, que se podría entender como la esperanza del reencuentro, o quizá un cálido recuerdo, si se sigue el programa. Esto sucede en dos ocasiones: una brillante figuración de la mano izquierda da a la mano derecha el valor suficiente para crear una bella melodía cantabile, primero en sol mayor y después en fa mayor. Un pasaje de transición abre el camino directamente al entusiasta Finale.

### III.Das Wiedersehen
El tercer y último movimiento, titulado Das Wiedersehen y marcado Vivacissimo, retoma la tonalidad inicial, el compás es 6/8 y sigue la forma sonata de nuevo. El Finale comienza alegremente sobre un acorde de séptima de dominante en si bemol. Tras la fulgurante introducción llega la exposición con el primer tema que ondula entre la tónica y la dominante, recordando un poco al motivo inicial de la sonata. Este tema aparece en la mano derecha que inmediatamente pasa a la izquierda. Esto se repite dos veces con una elaboración del arreglo para la mano derecha. Antes de que llegue el segundo grupo temático, hay un extraordinario pasaje puente. Este pasaje presenta una frase que pasa de acordes de sol bemol mayor a fa mayor, primero a través de marcados arpegios en forte y luego en un arreglo de piano más delicado y refinado. El breve desarrollo combina la frase inicial del primer tema con referencias a las partes líricas del segundo tema. La reexposición es convencional ya que todos los materiales se vuelven a escuchar. Finaliza con una brillante escala ascendente y dos acordes en tónica que suenan a conclusión de tal manera que a veces el público empieza a aplaudir pensando que es el final de la pieza. Sin embargo, los pianistas suelen utilizar el lenguaje corporal para indicar que aún no es el cierre. La coda, marcada Poco andante, recupera el tema inicial de este movimiento primero líricamente, luego tentativamente con variaciones en la figuración y por último desenrollándolo del todo. Un estallido final de acordes en tónica junto con octavas rotas dan un cierre brillante a la composición.

## Relación con la sonata de Dussek
Se ha dicho que la Sonata para piano n.º 18 , también conocida como "Les Adieux", del compositor checo Jan Ladislav Dussek fue una influencia en esta sonata de Beethoven.
El pianista Frederick Marvin dijo que la sonata de Dussek podría "haber sido un modelo para la Sonata Les Adieux de Beethoven diez años más tarde." Marvin señala además las similitudes en motivos y forma de ambas sonatas.